# Arif Məlikov
Arif Cahangir oğlu Məlikov, en rus Ариф Джангирович Меликов (Bakú, República Socialista Soviètica de l'Azerbaidjan, Unió Soviètica, 13 de setembre, 1933 - Bakú Azerbaidjan, 9 de maig, 2019) va ser un compositor soviètic i azerbaidjanès.
Məlikov va estudiar del 1953 al 1958 al Conservatori de Bakú amb Qara Qarayev. Va impartir classes en aquesta institució des de 1958, com a professor ajudant des de 1971 i com a professor des de 1979. L'antiga Unió Soviètica li va concedir el títol d'Artista Popular de l'URSS el 1986. Una sala de concerts de la Universitat Bilkent d'Ankara va rebre el seu nom.
L'obra de Məlikov es basa en la música popular d'Azerbaidjan, que va combinar amb mitjans compositius contemporanis i formes tradicionals. Va obtenir un gran èxit amb el ballet Legenda o Ljubi (Llegenda de l'amor), que es va estrenar a Leningrad el 1961. Un focus de la seva obra van ser les obres orquestrals (a més d'altres música de ballet, es van crear vuit simfonies a partir de 1958). També va escriure nombroses partitures de pel·lícules.